# Tetragnatha ethodon
Tetragnatha ethodon este o specie de păianjeni din genul Tetragnatha, familia Tetragnathidae, descrisă de Chamberlin și Ivie, 1936. Conform Catalogue of Life specia Tetragnatha ethodon nu are subspecii cunoscute.